# Кутузівка (Омська область)
Кутузівка — село в Шербакульському районі Омської області Росії. Адміністративний центр Кутузівського сільського поселення.

## Історія
Село Кутузівка було засноване у 1909 році. У 1928 р. складалося зі 110 господарств, основне населення — мордва. Центр Кутузівської сільради Борисівського району Омського округу Сибірського краю.

## Населення
| 2010 |
| ---- |
| 1292 |

### Гендерний склад
За даними Всеросійського перепису населення 2010 року із загального населення села (1292) чоловіки складали 48,5% населення, жінки — 51,5%. 

### Національний склад
У 1928 р. основне населення села — мордва.
Згідно з результатами перепису 2002 року, у національній структурі населення росіяни становили 64% від загальної чисельності населення.

## Відомі уродженці
В селі народився відомий український тележурналіст, кіносценарист та письменник Валерій Лапікура.